# Эффект Пойнтинга — Робертсона

Излучение Солнца (S) и тепловое излучение пылинки (a) в системе отсчёта, связанной с пылинкой; (b) в системе отсчёта Солнечной системы.

Эффе́кт По́йнтинга — Ро́бертсона — физический процесс, в результате которого в Солнечной системе пылевые частицы медленно падают по спирали в сторону Солнца.
Эффект был впервые описан в 1903 году известным британским физиком Джоном Генри Пойнтингом, который объяснил его в рамках эфирной теории электромагнетизма. Правильное объяснение эффекта с точки зрения общей теории относительности дал Говард Перси Робертсон в 1937 году.

## Описание
Пусть для простоты пылинка движется по круговой орбите вокруг Солнца.
(а) В системе отсчёта, связанной с пылинкой, в результате аберрации света солнечное излучение слегка наклонено против движения частицы. Если пылинка достаточно мала, можно считать, что её температура постоянна по всей поверхности, поэтому тепловое излучение можно считать изотропным.
(b) В системе отсчёта, связанной с Солнцем, тепловое излучение пылинки анизотропно из-за аберрации и эффекта Доплера.
Стоит заметить, что по принципу эквивалентности само по себе тепловое излучение частицы не может изменить её скорость, импульс изменяется пропорционально массе, то есть энергии частицы. А при поглощении солнечного излучения энергия (то есть масса) частицы увеличивается при неизменной тангенциальной составляющей импульса. Поэтому скорость частицы уменьшается.
Таким образом, пылинка постепенно теряет момент импульса и постепенно падает на Солнце. Сила Пойнтинга — Робертсона равна
{\displaystyle F_{\text{PR}}={\frac {Wv}{c^{2}}},}
где
{\displaystyle W} — мощность излучения,
{\displaystyle v} — скорость частицы,
{\displaystyle c} — скорость света.
Для сферической частицы
{\displaystyle F_{\text{PR}}={\frac {r^{2}}{4c^{2}}}{\sqrt {\frac {GM_{\odot }L_{\odot }^{2}}{R^{5}}}},}
где
{\displaystyle r} — радиус частицы,
{\displaystyle G} — гравитационная постоянная,
{\displaystyle M_{\odot }} — масса Солнца,
{\displaystyle L_{\odot }} — светимость Солнца,
{\displaystyle R} — расстояние от Солнца до частицы.
Поскольку сила пропорциональна квадрату радиуса, а масса частицы — кубу, ускорение, вызванное эффектом Пойнтинга — Робертсона, больше для более мелких частиц. Так как гравитационная сила пропорциональна {\displaystyle R^{-2}}, а сила Пойнтинга — Робертсона пропорциональна {\displaystyle R^{-2{,}5}}, ближе к Солнцу эффект сильнее. Из-за этого происходит уменьшение эксцентриситета исходно вытянутой орбиты частицы.
Пылевые частицы размером в несколько микрометров приближаются к Солнцу с расстояния 1 астрономическая единица за несколько тысяч лет, после чего испаряются, не долетев до Солнца.
Одновременно на пылинку действует световое давление, которое отталкивает её от Солнца. Если частица достаточно мала (меньше приблизительно 0,5 мкм для силикатных частиц), то световое давление преобладает, и частица выталкивается из солнечной системы.